# Souda (Sénégal)
Pour les articles homonymes, voir Souda (homonymie).
Souda est un village du Sénégal situé en Basse-Casamance. Il fait partie de la communauté rurale de Ouonck, dans l'arrondissement de Tenghory, le département de Bignona et la région de Ziguinchor.
Lors du dernier recensement (2002), la localité comptait 1 002 habitants et 140 ménages.